# 글로리어스 엔터테인먼트의 음반
이 문서는 글로리어스 엔터테인먼트에서 발매한 음반의 목록이다.

## 2010년대
- 2015년 2월 2일 지창욱 - 힐러 OST Part.6[1]
- 2016년 12월 28일 지창욱 - 첫 키스만 일곱 번째 OST[2]
- 2017년 7월 6일 지창욱 - 수상한 파트너 OST Part.10
- 2018년 3월 14일 이호원 - [Digital Single] Angel[3]
- 2018년 3월 28일 이호원 - Shower
- 2018년 9월 12일 이호원 - [Digital Single] BABY U
- 2019년 8월 16일 이호원 - [Digital Single] 기적을 믿어[4]
- 2019년 8월 23일 이호원 - [Digital Single] Trail[5]
- 2019년 8월 30일 이호원 - [Digital Single] Beehive[6]
- 2019년 9월 13일 이호원 - [Digital Single] All Eyes On Me[7]
- 2019년 10월 20일 지창욱 - 날 녹여주오 OST Part.3

## 2020년대
- 2021년 6월 9일 이호원 - [Digital Single] 1AM
- 2022년 4월 28일 지창욱 - [Digital Single] 아저씨. 마술을 믿으세요? (안나라수마나라 OST)[8]